# Старійшина (персонаж)
Старійшина, або Прадавній (англ. Ancient One) — вигаданий персонаж з коміксів американського видавництва Marvel Comics. Він був наставником Доктора Стренджа і його попередником у ролі Верховного мага Землі.
Майкл Ансара озвучив Старійшину у телефільмі «Доктор Стрендж» 1978 року. Андрогінна версія персонажа у виконанні актриси Тільди Свінтон з'явилася у фільмах «Доктор Стрендж» (2016) та «Месники: Завершення», що є частиною кіновсесвіту Marvel.

## Історія публікацій
Старійшина дебютував у Strange Tales #110 (липень 1963) та був створений Стеном Лі і Стівом Дітко.
Персонаж з'явився у багатьох графічних романах від Marvel — Doctor Strange: Season One (2 січня 2012 року) за авторством Ґреґа Пака й Емми Ріос, Doctor Strange — Marvel Masterworks Volume 1 та Doctor Strange: From the Marvel Vault #1 (15 червня 2011 року) за авторством Роджера Стерна і Ніла Воукса.

## Вигадана біографія

### Ранні роки
Яо народився у 1430 році у селищі Камар-Тадж, «прихованій землі високо в Гімалаях». Він був простим фермером, наряду зі своїми односельцями, поки не зустрів Калуу. Той поділився з ним своїми магічними знаннями. Разом вони вивчали магічне мистецтво й шукали шлях до безсмертя. Яо прагнув перетворити селище в утопію, натомість Калуу бажав влади й завоювання навколишніх земель. Калуу використав магію на жителях села і вони через телепатичний контроль обрали його королем. Майбутній Старійшина намагається зупинити Калуу, та внаслідок битви вони знищують Камар-Тадж. Переможений Калуу втікає до іншого виміру. Яо не стає безсмертним, проте старіє значно повільніше за звичайну людину.

### Набуття знань
Старійшина прагне боротися з темними магами, тому селиться у горах Гімалаїв, де будує палац, призиваючи сюди ченців для підтримки. Невдовзі він стає першим смертним, якому вдається зустріти Вічність. У турнірі, організованому Старим Ґенґісом, Яо одержує титул Верховного мага Землі й отримує на збереження Амулет Агамотто. Далі він навчає учня, що у майбутньому стане Містером Джипом. Яо виганяє учня зі свого дому, бо той використовував забуті книги темної магії для посилення своїх здібностей.
Постарівши він, називаючи себе Високим Ламою, навчає Ентоні Лудґейта Друїда — психіатра з містичними здібностями.

### Наставник Доктора Стренджа
Через певний час колишній нейрохірург Стівен Стрендж звертається до Старійшини, щоб вилікувати свої руки, пошкоджені після автокатастрофи. Старійшина ж відмовляється лікувати Стівена, натомість той повинен сам засвоїти магію, щоб знайти спосіб відновлення рук. Розлючений відмовою чоловік йде з маєтку мага, проте, пройшовши одну кімнату, він помічає, що Мордо — один з вірних учнів Старійшини, готує план його убивства, уклавши союз з потойбічним Дормамму. Стівен вирішує попередити мага, чим і рятує йому життя. Мордо втікає з помістя Старійшини, а Стрендж приймає пропозицію мага та стає його учнем, прагнучи вилікуватися і зупинити майбутні злі плани Барона Мордо. Стрендж навчається магічним прийомам протягом кількох наступних років і врешті-решт стає новим Верховним магом Землі, замінивши на цій посаді уже фізичного слабкого Яо й оселившись у Нью-Йоркській резиденції магів Санктум Санкторум.
Старійшина часто допомагає Стівену, зокрема і під час вторгнення на Землю прадавньої істоти на ім'я Шума-Ґорат. Останній за допомогою своїх прибічників викрадає Старійшину у полон, щоб використати його розум для заволодіння Землею. Маг спонукає Доктора Стренджа знищити частину його свідомості, аби завадити планам Шума-Ґората, але це не спрацьовує і він вимушений позбутися свого фізичного тіла. Цим прийомом Яо активує у Стренджа нові сили, натомість зливаючись з Вічністю, стаючи духовно безсмертним.
Доктор Стрендж все більше використовує заборонену темну магію, що не подобається Старійшині й він забирає у Стівена титул Верховного мага. Новою людину на цій посаді стає Деніель Драмм, проте він хоч і користується світлою магією, але робить це зі злими намірами. Стрендж вчасно зупиняє його за допомогою тієї ж темної магії й Старійшина повертає йому титул.

## Сили й здібності
Упродовж 500 років він вивчав магію, тому його сили досягли найвищого рівня серед магів. Старійшина володів здатностями маніпулювати силами магії й поринати в позавимірну енергію, викликаючи сутності або об'єкти сили, що існували у вимірах, дотичних до Землі, шляхом декламації заклинання. Старійшина був здатен до астральної проєкції, левітації, міжвимірної телепортації та великої кількості інших прийомів. Однак у глибокій старості Старійшина не зміг застосовувати серйозні заклинання без великого фізичного напруження на своє тіло. Також Старійшина володів численними містичними артефактами, серед яких були Книга Вішанті, Сфера, Амулет і Око Агамотто. Після злиття з Вічністю, сили персонажа залишаються невідомими.

## Альтернативні версії
У сюжеті What If Doom Became Sorcerer Supreme? (англ. Що якби Доктор Дум став Верховним магом?) Віктор фон Дум прийшов у храм у Гімалаях, аби дізнатися від Старійшини спосіб урятувати свою матір від Мефісто. Старійшина неохоче навчає Дума магії, хоч той і швидко вчиться. З усім тим він супроводжував Доктора Дума у його подорожі й в кінці був убитий ним.
У серії коміксів Strange 2005 року за авторством Джозефа Майкла Стражинськи походження Доктора Стренджа були адаптовані. Тут Старійшина є стародавнім магом, фізично нездоровим, але потужним духовно і психічно. Він зображений як старий лисий чоловік з довгою білою бородою та вусами, одягнений у білий халат.
Doctor Strange: Season One демонструє Старійшину більш товариським. Він робить самозакохані жарти й дружить зі сторонніми людьми.

## Поза коміксів

### Телебачення
- Старійшина з'являється у кінці телефільму «Доктор Стрендж» 1978 року, що мав стати пілотним епізодом серіалу. Персонаж представлений як невидима сутність, його озвучив Майкл Ансара.
- Герой має безмовне камео у флешбеці походження Доктора Стренджа і Барона Мордо мультсеріалу «Людина-павук» 1994 року.

### Фільми
Тільда Свінтон виконує роль Старійшини у кіновсесвіті Marvel. Персонаж зображений як андрогінний кельт, щоб показати його таємничість.
- У фільмі «Доктор Стрендж» (2016) на Старійшину нападає Касилій, її колишній учень, який повірив, що сила Темного виміру і його володаря Дормамму є єдиною надією людства на безсмертне майбутнє. Стрендж також дізнається, що безсмертя Старійшини є результатом використання енергії Темного виміру. Цей факт спонукає Мордо висловити огиду до її дій. Вона отримує смертельне поранення в битві з Касилієм, після чого спілкується з Доктором Стренджем в астральній формі. Перш ніж зникнути, Старійшина пророкує майбутнє Стівена як сильного чаклуна, якщо він подолає внутрішніх демонів.
- Свінтон повторила роль героя у «Месниках: Завершення» (2019).[19] За сюжетом картини, вона зустрічається з Брюсом Беннером у Нью-Йорку 2012 року під час подорожі Месників у часі, захищаючи Санктум Санкторум від сил Чітаурі. Старійшина пояснює роботу Каменів Вічності та альтернативних реальностей і передає Галкові Камінь Часу, зрозумівши план Стренджа.

### Мультфільми
- Майкл Яма озвучив Старійшину в мультфільмі 2007 року «Доктор Стрендж і Таємниця Ордену магів».[20]

### Відеоігри
- Старійшина фігурує у відеогрі Marvel: Ultimate Alliance (2006), де його озвучив Джеймс Сі.[21] Персонаж має діалог з Доктором Стренджем і Дедпулом.
- Є грабельним героєм у Marvel Future Fight (2015), де має два костюми — оригінальний з коміксів і версія з фільму.